# Stefania Hohenzollern-Sigmaringen
Stefania Józefa Wilhelmina Antonia Hohenzollern-Sigmaringen  (ur. 15 lipca 1837 w Schloss Krauchenwies w Sigmaringen; zm. 17 lipca 1859 w Lizbonie) – królowa Portugalii.

## Rodzina
Była najstarszą córką Karla Antona von Hohenzollern-Sigmaringen, głowy rodu Hohenzollern-Sigmaringen, i jego żony Józefiny Badeńskiej. Jej dziadkami ze strony matki byli Karol Ludwik Badeński i Stefania de Beauharnais.
Była siostrą króla Rumunii – Karola I i hrabiny Flandrii Marii Luizy Hohenzollern-Sigmaringen.

## Małżeństwo

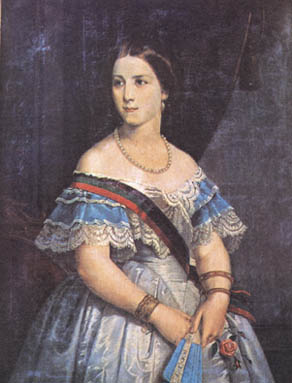
Królowa Portugalii Stefania udekorowana Wstęgą Trzech Orderów.

18 maja 1858 Stefania wyszła za mąż za Piotra V, króla Portugalii. Oboje w dniu ślubu byli krótko po swoich 21 urodzinach. Stefania zmarła rok po ślubie. Stefania i Piotr nie doczekali się potomstwa. Piotr nie ożenił się ponownie.
Zmarł na cholerę 11 listopada 1861 roku na dur brzuszny lub na tyfus plamisty. Królem Portugalii został jego młodszy brat Ludwik I.